# ورقنة (شاخنات)
ورقنة (بالفارسية: ورقنه) هي مستوطنة تقع في إيران في قسم شاخنات الريفي. يقدر عدد سكانها بـ 128 نسمة .